# Jean Ely Chab
Jean Ely Chab est un romancier français, auteur de roman policier.

## Biographie
Jean Ely Chab est lauréat du prix du roman d'aventures 2019 avec Dans l’œil de Jaya.

## Œuvre

### Romans
- La Vallée du saphir, Éditions du Masque (2016)  (ISBN 978-2-7024-4558-7)
- Un tombeau sur l'île rouge, Éditions du Masque, coll. « Masque poche » no 76 (2018)  (ISBN 978-2-7024-4894-6)
- Dans l’œil de Jaya, Éditions du Masque (2019)  (ISBN 978-2-7024-4939-4)
- Plus près des morts, Éditions du Masque, coll. « Le Masque » (2023)  (ISBN 978-2-7024-5162-5)

## Prix et distinctions
- Prix du Masque de l'année 2016 pour La Vallée du saphir[1]
- Prix du roman d'aventures 2019 pour Dans l’œil de Jaya[2]